# Onychogalea unguifera
Onychogalea unguifera é uma espécie de marsupial da família Macropodidae.
Endêmica da Austrália.